# Famille Apponyi
La famille Apponyi est une famille noble hongroise.
La famille Apponyi de Nagyappony (en hongrois : nagyapponyi Apponyi) serait originaire du clan Péc. Le premier ancêtre connu est Tamás Vörös (1317-1349), préfet de Csejtei (csejtei várnagy), près de Gyor. Il reçoit un don royal : le château et les terres de Oponice.
Tamás Vörös suit en 1344 et en 1346 la cour pontificale à Avignon. Son fils Miklós porte le nom de Apponyi. Un Pál Apponyi prend part à des négociations de paix à Vienne. Un autre Miklós Apponyi tombe au Siège de Buda (1686). Son fils, Lázár, est fait baron en 1718 et comte en 1739. Les membres de cette famille se sont illustrés dans les domaines de la diplomatie et de  l'administration. La plupart a montré des prédispositions et une sensibilité certaine aux arts et à la littérature.

## Personnalités
- comte Antoine Apponyi (1782-1852), ambassadeur d'Autriche à Paris de 1826 à 1849.
- comte Rodolphe Apponyi (1802-1853), neveu du précédent, il fut attaché à l'ambassade d'Autriche à Paris de 1826 à 1849 et a laissé d'intéressants Souvenirs.
- comte György Apponyi (1808-1899), homme politique, grand Chancelier de Hongrie et de la cour, membre de l'Académie des sciences.
- comte Sándor Apponyi (1844-1925), collectionneur d'art, diplomate respectivement en poste à Londres et Paris, bibliophile et bibliographe, membre de l'Académie des Sciences.
- comte Albert Apponyi (1846-1933), homme politique, ministre ; représente la Hongrie au Traité de Trianon en 1920.
- comte Albert II Apponyi (1899-1970), homme politique, député, journaliste, fils du précédent.
- Géraldine Apponyi (1915-2002), reine consort, épouse du roi Zog Ier d'Albanie.

## Galerie

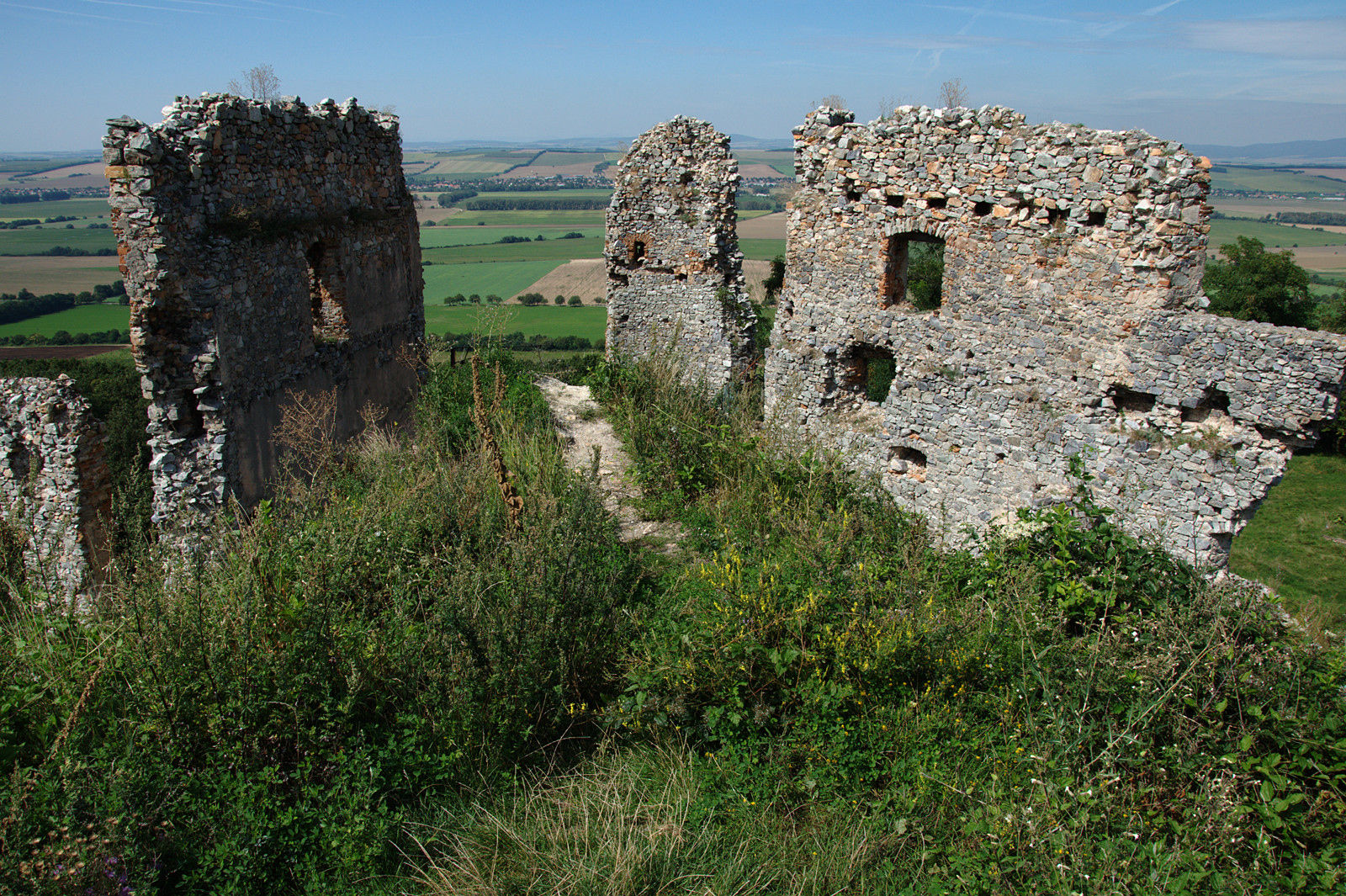
Château d'Apponyi
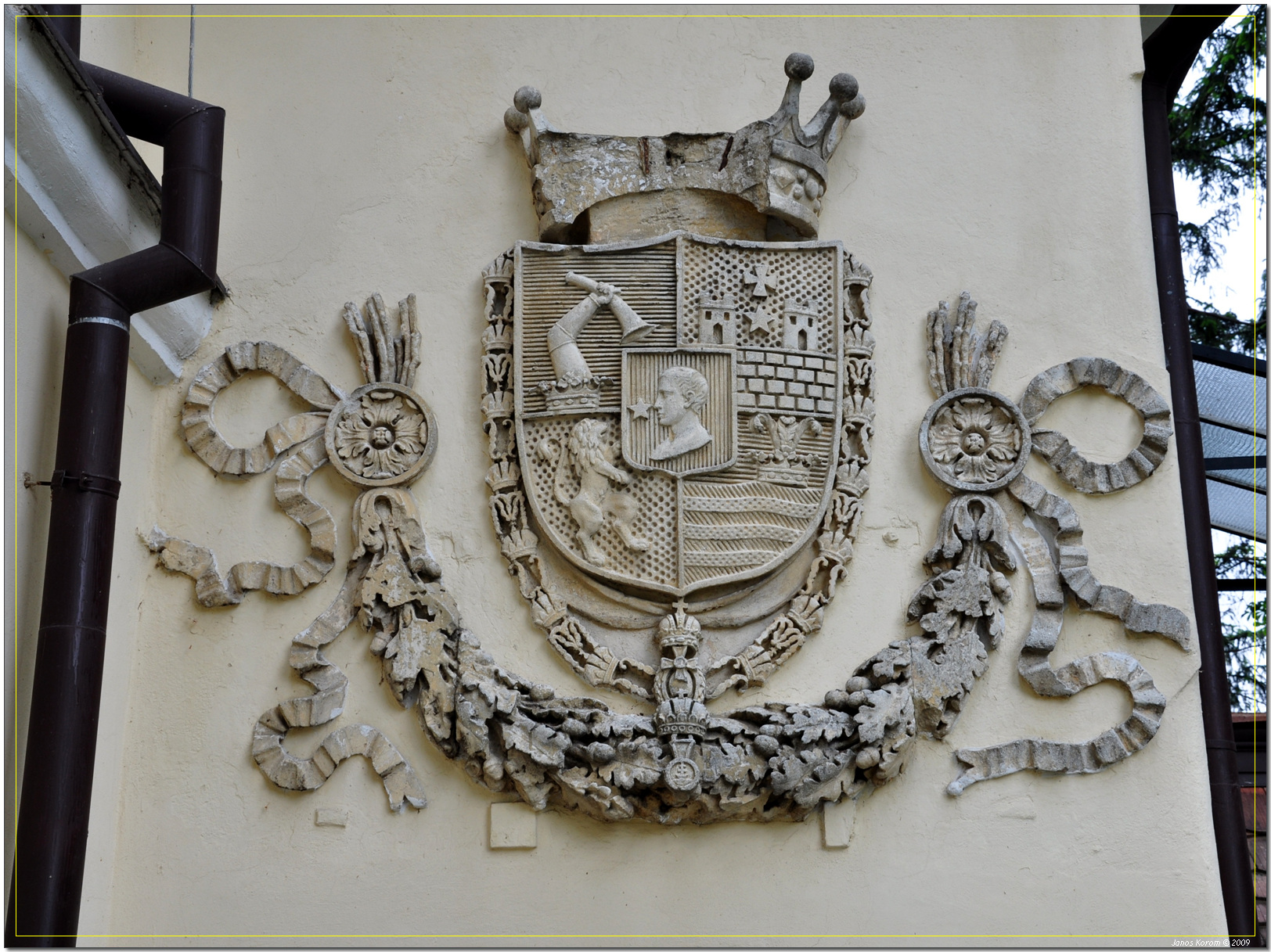
Armoiries des Apponyi
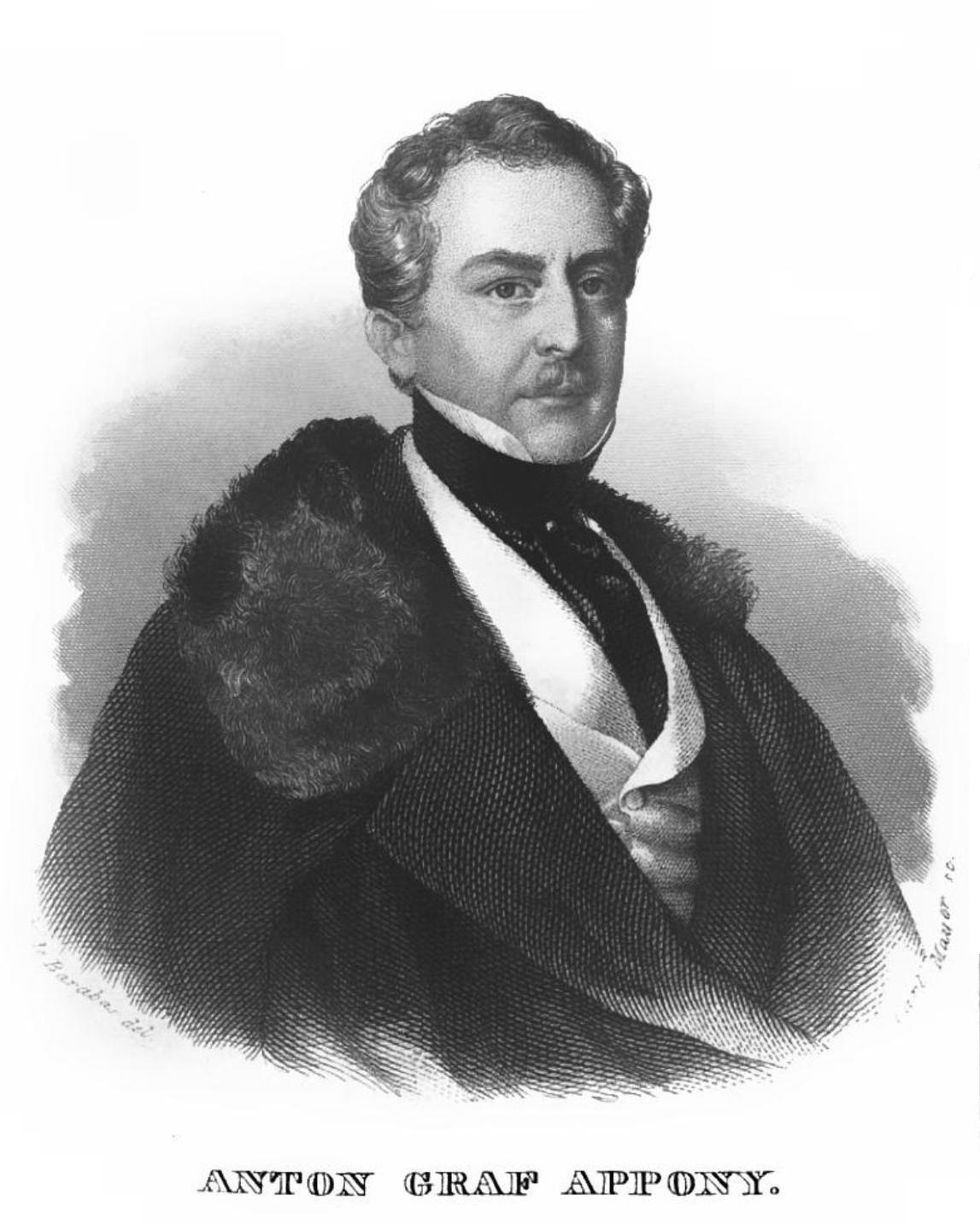
Antal Apponyi
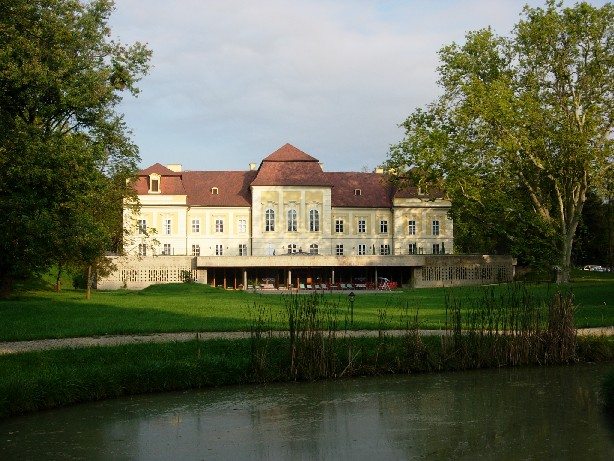
Château Apponyi de Hőgyész
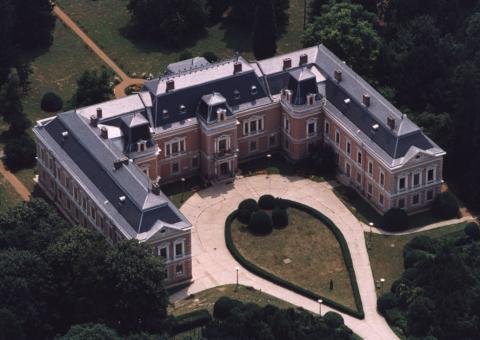
Château Apponyi de Lengyel
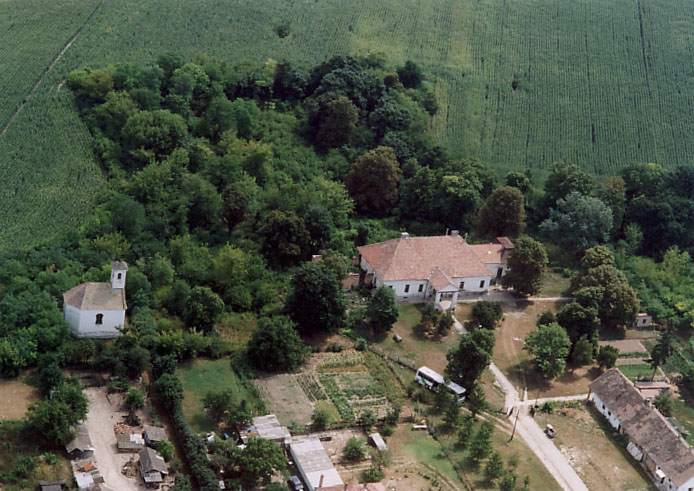
Château Apponyi de Medina
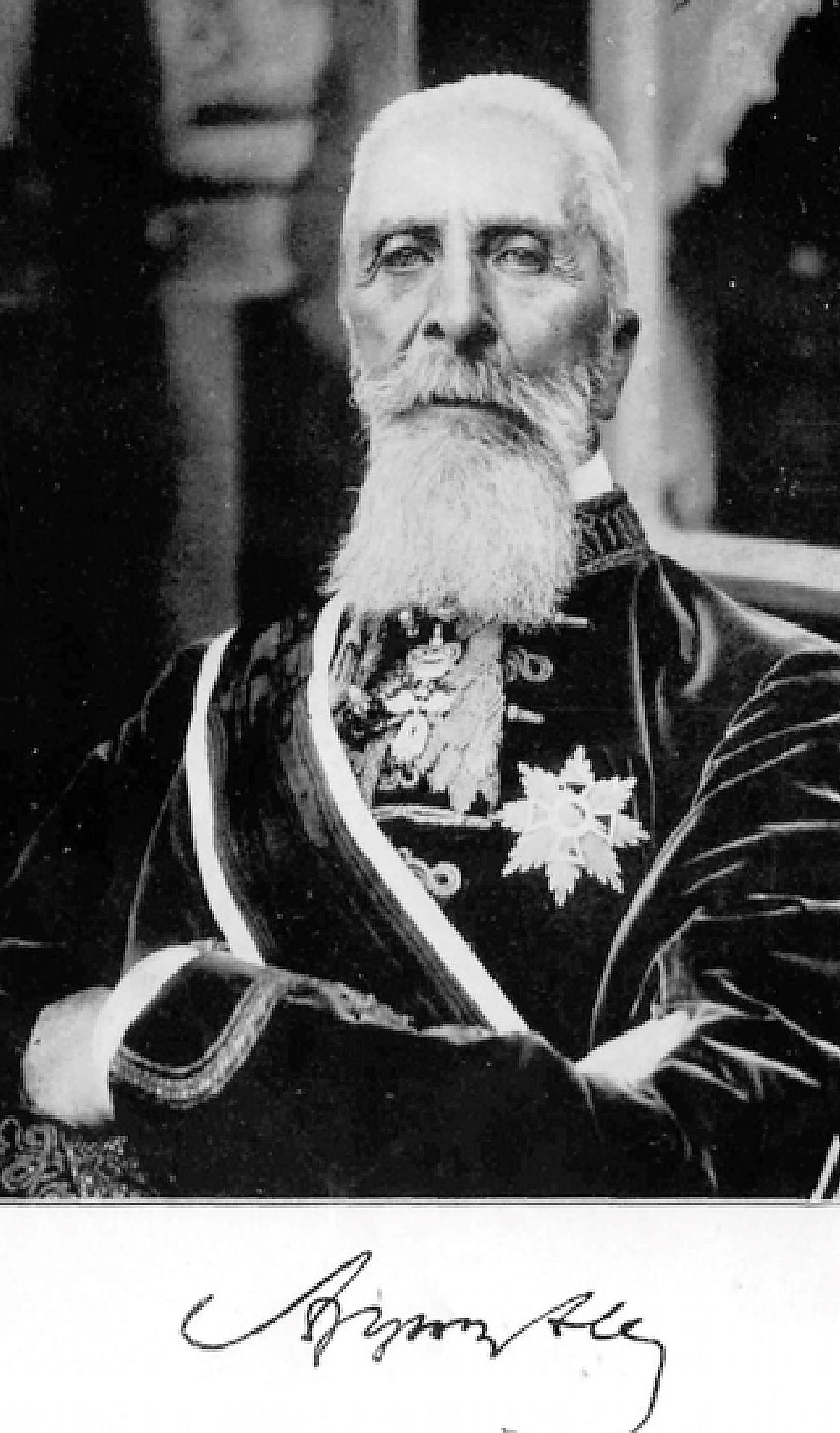
Albert Apponyi

## Pour approfondir